# Nederlands Kampioenschap Poetry Slam
Het Nederlands Kampioenschap Poetry Slam bestaat sinds 2002. Van 2002 tot 2005 werd dit georganiseerd door de Wintertuin (productiehuis) in Nijmegen, vanaf 2006 door Het Poëziecircus in Utrecht (per 1 januari 2013 Het Literatuurhuis). De winnaars van het NK Poetry Slam worden afgevaardigd naar het Wereldkampioenschap Poetry Slam, dat de afgelopen jaren in Frankrijk plaatsvond. Het NK Poetry Slam vond van 2006 tot en met 2012 in december plaats, maar is daarna verschoven naar de Week van de Poëzie in januari, waardoor in 2013 geen NK heeft plaatsgevonden. De prijs bestaat uit de Gouden Vink wisseltrofee, vernoemd naar dichter en schrijver Simon Vinkenoog en duizend euro.
De Nederlands kampioenen Poetry Slam waren tot nu toe:
- 2002: Erik Jan Harmens
- 2003: De Woorddansers
- 2004: Sven Ariaans
- 2005: Sander Koolwijk
- 2006: Krijn Peter Hesselink
- 2007: Bernhard Christiansen
- 2008: Najiba Abdellaoui
- 2009: Ellen Deckwitz
- 2010: Daan Doesborgh en Martijn Teerlinck
- 2011: Kira Wuck
- 2012: Laura van der Haar
- 2013/2014: Daniël Vis
- 2015: Daan Zeijen
- 2016: Carmien Michels[1]
- 2017: Else Kemps
- 2018: Ozan Aydogan
- 2019: Maxime Garcia Diaz
- 2020: Martje Wijers
- 2021: Monique Hendriks
- 2022: Tom Driesen
- 2023: Nicole Kaandorp
- 2024: Wim Landuyt[2]

Bij het Wereldkampioenschap Poetry Slam bereikten De Woorddansers verreweg het beste resultaat: zij werden tweede. Op nationaal niveau is Ellen Deckwitz de huidige recordhoudster voor de meeste gewonnen jaarfinales in één jaar tijd. Zij schreef Slamersfoort, de Awaterslam, de jaarfinale van Festina Lente en de jaarfinale van de Rotterdam Slam op haar naam. Een groot deel van de winnaars van het NK Poetry Slam zijn later gedebuteerd bij een reguliere uitgeverij.